# Trapezgabel

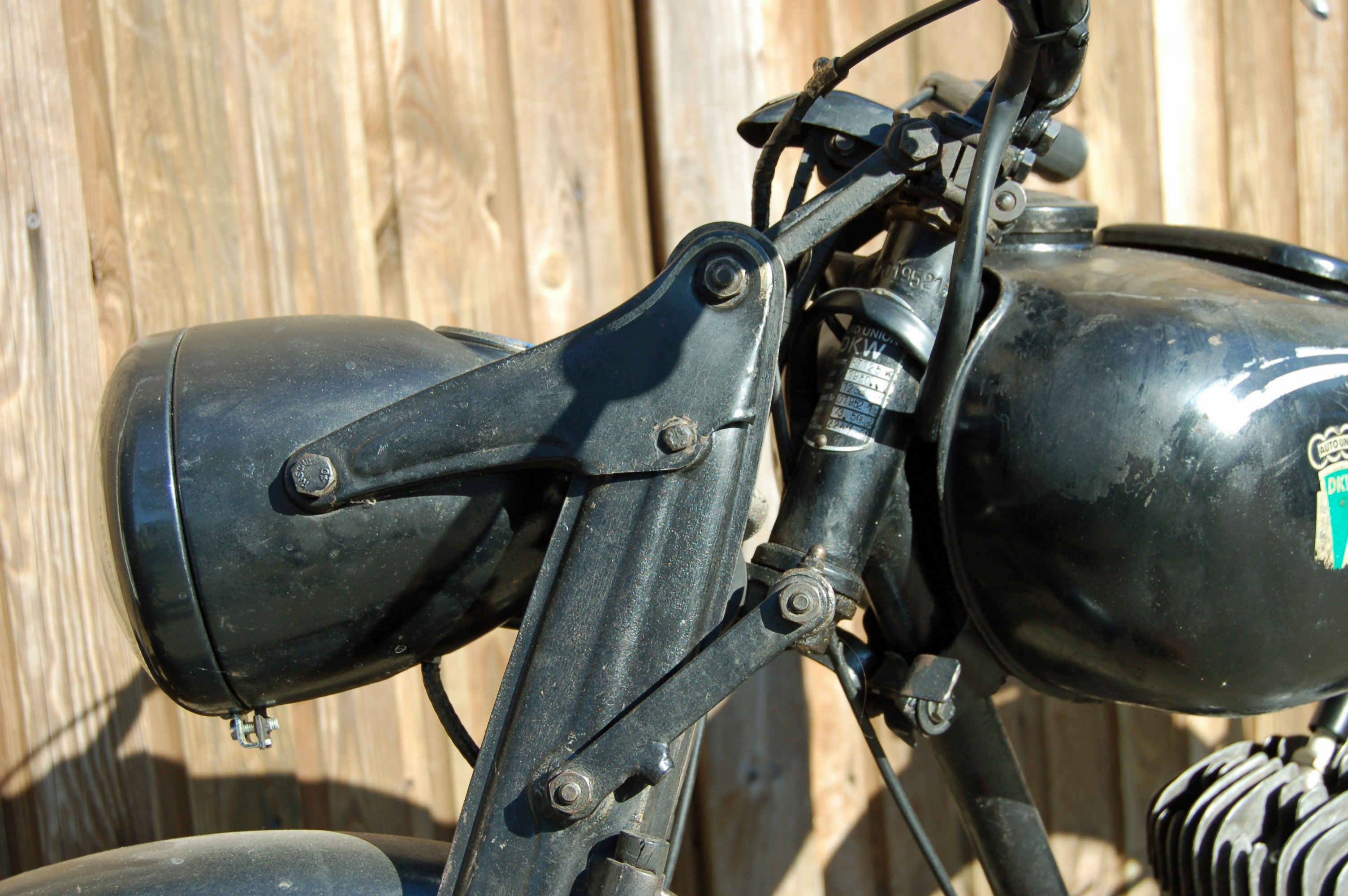
Trapezgabel einer DKW RT 125 W, Baujahr 1950

Die Trapezgabel oder Parallelogrammgabel bzw. Druid-Gabel (engl. girder fork), ist eine Art der Vorderradaufhängung bei Motorrädern. Die Trapezgabel war seit den 1920er-Jahren zwei Jahrzehnte lang – bis zur Verbreitung der Teleskopgabel – die Standardkonstruktion bei Motorrädern.

## Geschichte
Am 30. Dezember 1907 ließ sich Axel Levedahl von Aurora Automatic Machinery Company eine Trapezgabel patentieren, die danach im Einzylindermodell von Thor eingebaut wurde. Die Peugeot 500 Sport von 1913 hatte eine Trapezgabel nach dem später benannten System „Druid“, auf das Arthur Drew am 31. August 1914 ein Patent anmeldete. Posthum wurde 1917 das Patent auf Drew eingetragen, die Trapezgabel erhielt den Namen Druid-Gabel. Nach dem Ersten Weltkrieg wurde die Trapezgabel von vielen Herstellern in unterschiedlichen Versionen angeboten, unter anderem:
- Brampton-Gabel (auch Biflex-Gabel)[7]
- Druid-Gabel
- Girdraulic-Gabel (mit hydraulisch gedämpften Federn, u. a. Vincent, Rudge)
- Tiger-Gabel (von Allright in Köln hergestellt)
- Webb-Gabel (u. a. bei Velocette, Rudge, Moto Guzzi, Norton)

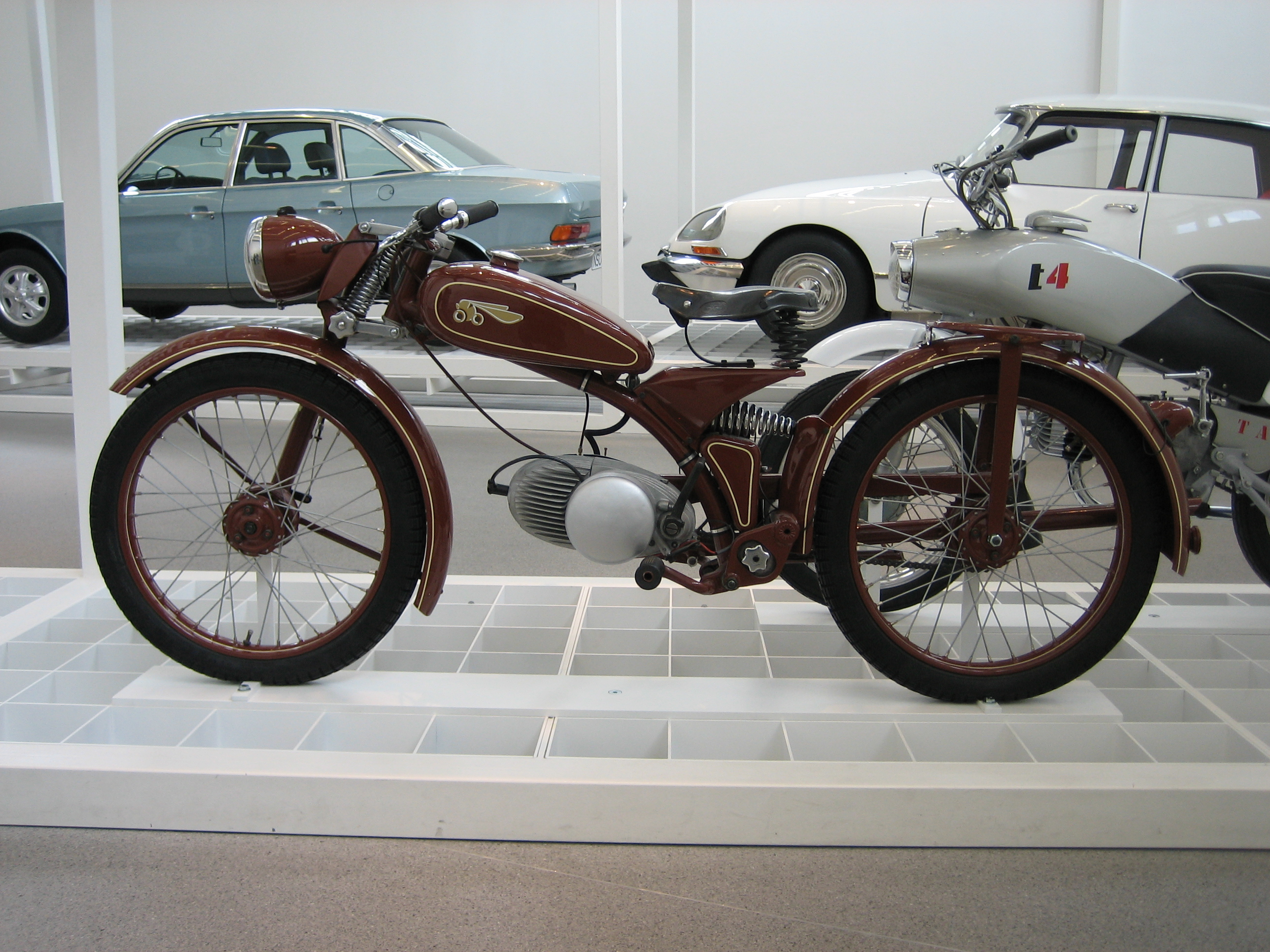
Einarmige Parallelogrammgabel an einer Imme von 1949
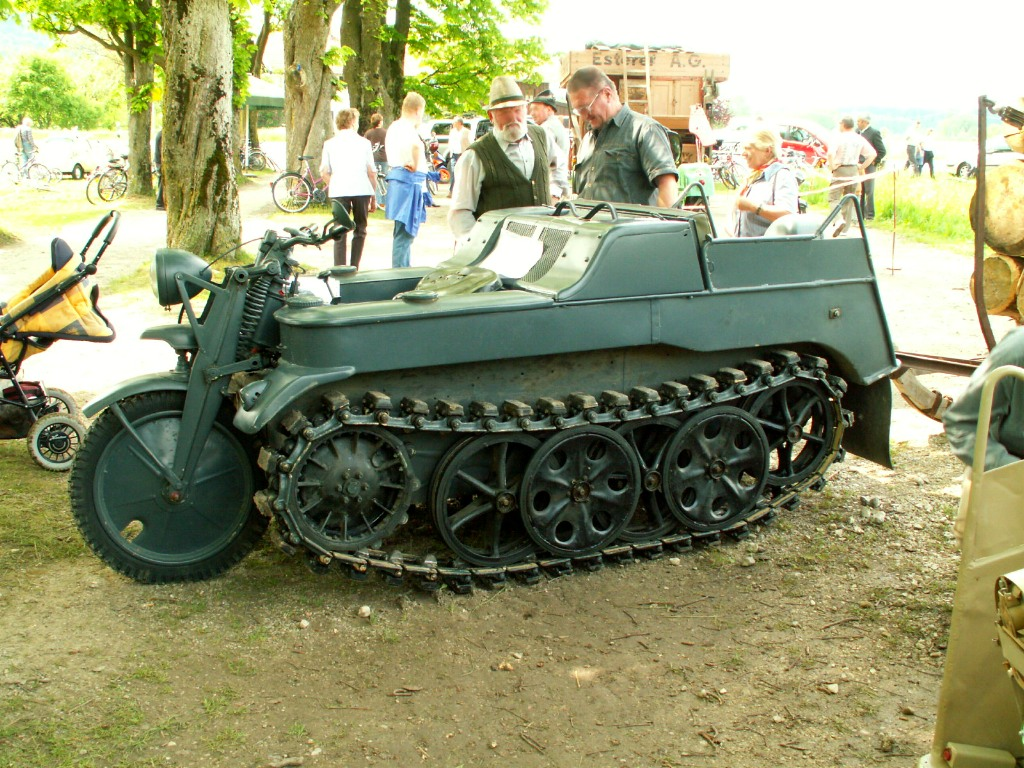
Parallelogrammgabel an einem NSU-Kettenkrad HK 101 von 1943
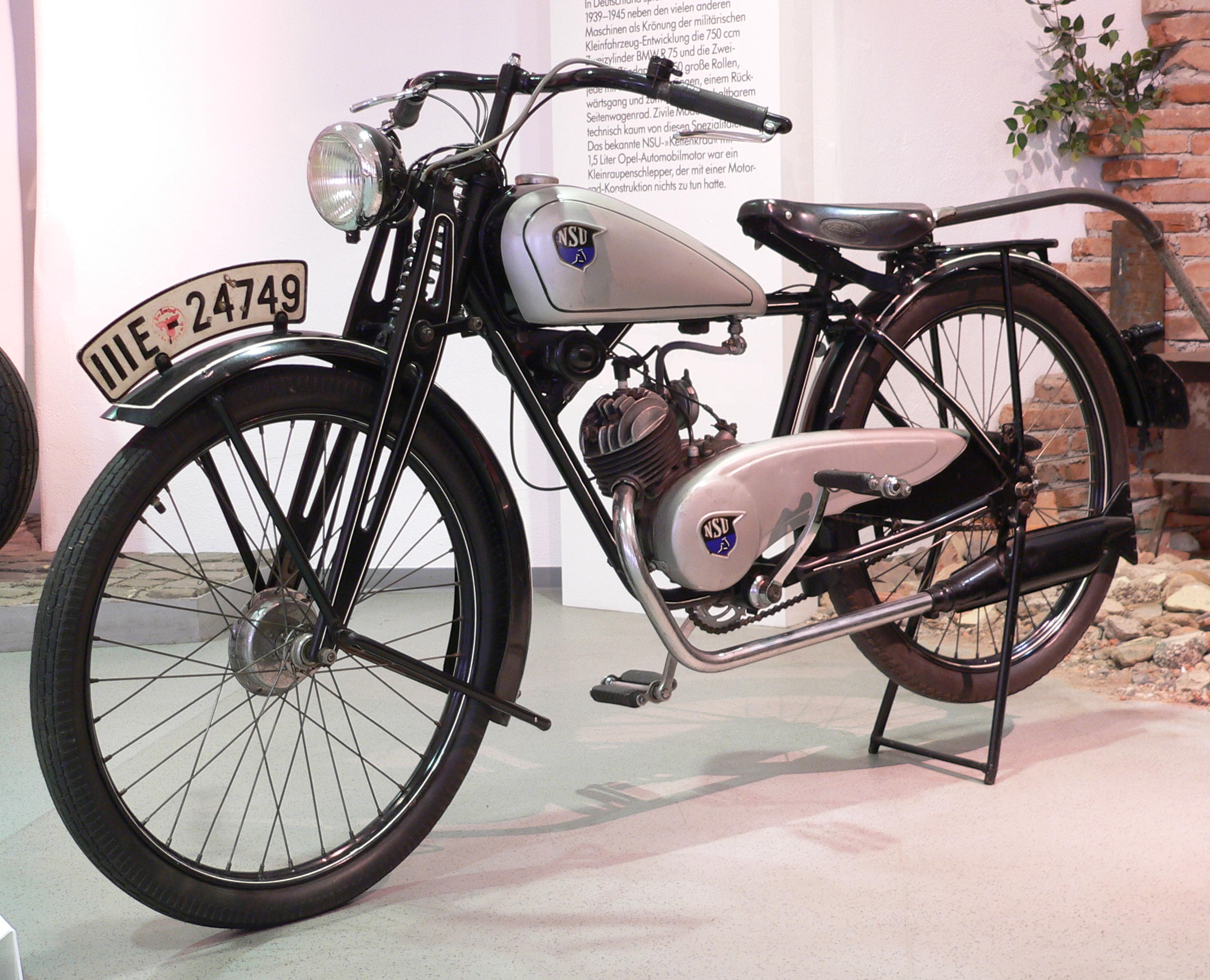
Trapezgabel mit einer Druckfeder (NSU)
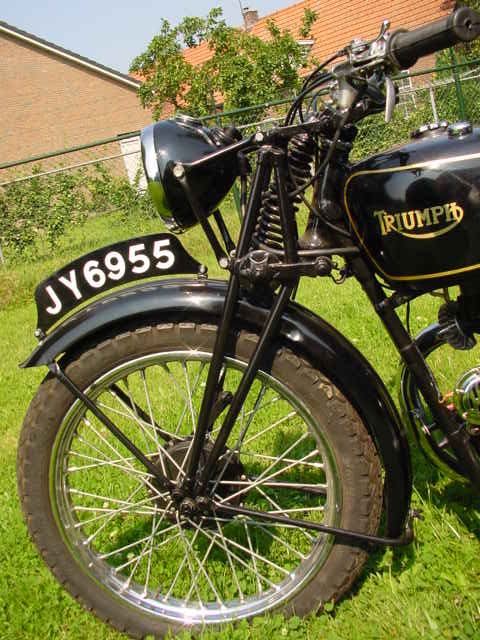
Webb-Gabel (Triumph)
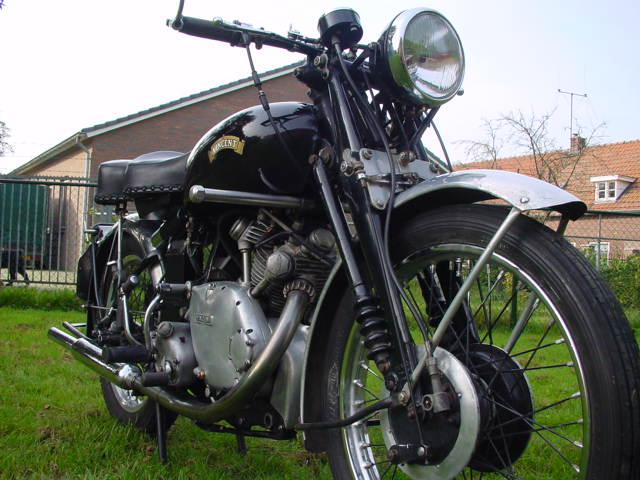
Girdraulic-Gabel (Vincent) 1949

Nach dem Zweiten Weltkrieg wurden kaum noch Motorräder mit Parallelogrammgabel gebaut. Die Teleskopgabel verdrängte die Trapezgabel Anfang der 1950er-Jahre völlig. Das letzte in Deutschland neu konstruierte Motorrad mit einer sogenannten „einarmigen Parallelogrammgabel“ war die innovative Imme von Norbert Riedel, die 1949 auf den Markt kam. Andere Hersteller begannen die Nachkriegsproduktion zunächst mit nahezu unveränderten Vorkriegsmodellen, die noch mit Trapezgabeln ausgestattet waren. Beispiele dafür waren die DKW RT 125 W und die NSU 251 OSL.

## Technik
Das Rad wird von einem starren Radträger umfasst, der nahe dem Lenkkopf an zwei bis vier drehbar gelagerten Streben befestigt und gegen eine oder zwei Schraubenfedern abgestützt ist. Die Streben bilden mit dem Radträger und dem Lenkkopf in Seitenansicht ein Trapez oder ein Parallelogramm. Bei der Parallelogrammgabel – die die Ausnahme bildet – sind die Gelenkpaare gleich lang, bei der Trapezgabel unterschiedlich lang und haben dadurch einen anderen Hebelweg. Beim Einfederungsvorgang der Trapezgabel verringert sich der Radstand. Der Vorteil der Trapezgabel gegenüber früheren Konstruktionen lag in der höheren Steifigkeit des geschlossenen Verbunds von Radachse und Radträger, ebenso im Bremsnickausgleich bei entsprechender Anordnung der Streben. Der Nachteil der Trapezgabel lag – gegenüber der Kurzschwinge – im höheren Trägheitsmoment um die Lenkachse sowie in der Wartungsempfindlichkeit.

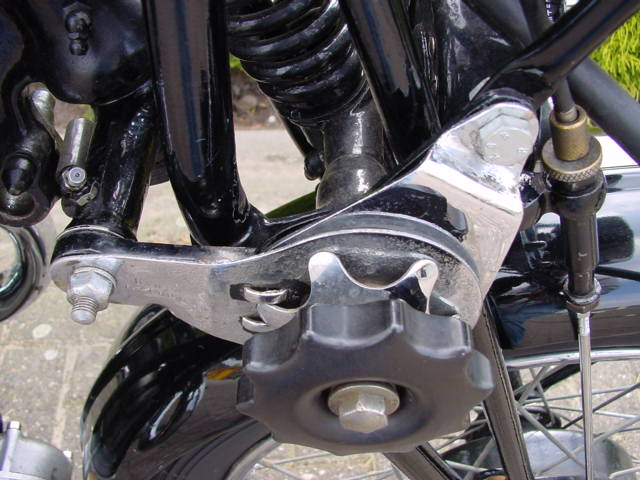
Reibungsdämpfer (BSA)

Als Schwingungsdämpfer wurden, dem damaligen Stand der Technik entsprechend, mechanische Reibungsdämpfer eingesetzt, deren Wirkung prinzipbedingt unzureichend war. In seltenen Fällen hatten Trapezgabeln hydraulische Stoßdämpfer, unter anderem das NSU-Kettenkrad und die Girdraulic-Gabel der Bristol Aeroplane Company (1949).